# Sébastien Piocelle
Sébastien Piocelle, né le 10 novembre 1978 à Gouvieux, est un ancien footballeur français qui évoluait au poste de milieu de terrain. Il est à présent manager général à l'AS Beauvais.

## Biographie

### Enfance et débuts
Enfant, Sébastien Piocelle vit à Liancourt dans l'Oise et prend une première licence comme poussin à Cauffry, puis rejoint le club de Montataire et l'AS Beauvais. Son père VRP, footballeur du dimanche en Division d'Honneur, la mère secrétaire et sa grande-sœur sont vite fiers de lui. Très tôt, Sébastien fait le bonheur de ses entraîneurs au poste d'attaquant en marquant beaucoup.
De onze à treize ans, Sébastien Piocelle fréquente le Sport-étude de Chantilly. Bon buteur, il décroche un contrat de deux ans à l'INF Clairefontaine où il fait partie de la promotion de Nicolas Anelka, Louis Saha, Philippe Christanval et Grégory Proment. Lors de sa seconde saison, il est licencié du RC Versailles. À l'INF, son rôle change : son entraîneur André Merelle le fait reculer au poste de milieu défensif pour les besoins de l'équipe tandis que les places sont chères en attaque. La reconversion a du bon, Sébastien endosse son premier maillot de l'équipe de France avec les moins de 15 ans contre la Turquie et les recruteurs français l'observent. C'est au FC Nantes qu'il décide de poursuivre sa carrière dans les pas de Fabien Cool, son cousin parti à l'AJ Auxerre.

### FC Nantes
Pour la saison 1994-1995, Piocelle débarque en Loire-Atlantique en compagnie d'Yves Deroff et Alioune Touré, ses amis de l'INF Clairefontaine. Sébastien dispute une saison complète avec les moins de 17 ans de Loïc Amisse ponctuée de quelques sorties avec l'équipe séniors de Nationale 3, tandis que l'équipe fanion du FCNA est sacré championne de France. Lors de l'exercice suivant, Piocelle, qui s'entraîne avec l'équipe réserve, dispute son premier match avec les professionnels contre le Montpellier HSC en Coupe de la Ligue (victoire 1-0). Puis il réintègre l'équipe des moins de 17 ans pour s'offrir un beau parcours en Coupe Gambardella, les Nantais perdant contre le MHSC au Parc des Princes.
Lors d'un tournoi près d'Auxerre, Piocelle se blesse aux ligaments du genou droit. S'ensuit une opération puis une rééducation à Saint-Jean-de-Monts avant un retour quatre mois plus tard, loin de son niveau. Cette blessure lui remet les pieds sur terre, il se rend compte que, s'il pense avoir le niveau de la D1, il n'est pas prêt mentalement. Mise au point, alimentation, hydratation, il se concentre sur son hygiène de vie et s'intéresse au bouddhisme. Il termine la saison avec l'équipe de N3, décroche son Bac STT et est sacré champion d'Europe des moins de 18 ans sous les ordres de Jean-François Jodar. Au bout d'une saison pleine en CFA, agrémentée d'une apparition avec l'équipe professionnelle contre Caen en Coupe de France (défaite 1-0), il signe un contrat de quatre ans.
Prêt pour le départ de la saison 1998-1999, Sébastien Piocelle intègre le groupe professionnel. Il fait ses débuts en Division 1 lors de la neuvième journée le 16 octobre face à Bordeaux avec la responsabilité de neutraliser Johan Micoud. Il se frotte ensuite à plusieurs cadors du Championnat de France comme Okocha, Martins et Dhorasoo. À la mi-saison, le départ de Christophe Le Roux lui permet d'affirmer encore plus sa place. Alors appelé avec l'équipe de France espoirs de Raymond Domenech, il espère s'imposer chez les Bleuets.
Piocelle est prêté au SC Bastia au début de la saison 2000-2001. Ayant joué un match avec le FCNA avant son prêt, il fait partie de l'effectif champion de France.

### L'après-FCNA
À la fin de la saison 2000-2001, le club corse décide de l'acheter. Peu à peu, il se fait une place au sein du milieu de terrain bastiais, aux côtés notamment de Michael Essien et aux dépens de joueurs comme Alou Diarra ou Benoît Cauet.
Au bout de cinq ans, il quitte le club et s'engage avec le FC Crotone.

### Fin de carrière en France
Il reste en Italie jusqu'à la saison 2009-2010, au début de laquelle il s'engage avec l'AC Arles-Avignon, dont il devient le capitaine. Il fait partie des artisans de la montée du club en Ligue 1, en disputant la totalité des matchs de la saison et inscrit même un but face à Brest lors de la 4e journée.
Après sa bonne saison en Ligue 2, il prolonge son contrat pour deux ans à l'AC Arles-Avignon. Il dispute une grande partie des matchs du début de saison en Ligue 1. Mais peu après l'arrivée de Faruk Hadžibegić, qui ne parvient pas à maintenir le club en Ligue 1, Sébastien Piocelle est étrangement relégué sur le banc de touche, il est pourtant l'un des rares joueurs à avoir été présent dans le groupe retenu lors des trois victoires de l'AC Arles Avignon dans la saison. 
Lors du mercato 2011, il décide de quitter le club après un accord à l'amiable entre les deux parties et s'engage au Nîmes Olympique qui évolue en championnat de France de football National. Il contribue à la remontée du club gardois en Ligue 2, en étant champion de National en 2011/2012. Il quitte le club la saison suivante, son contrat n'étant pas renouvelé.

### Après carrière
À l'été 2014, le Nîmes Olympique est racheté par l'homme d'affaires Jean-Marc Conrad. Sébastien Piocelle revient au club à la tête de la cellule de recrutement. Pour la saison 2016-2017 il signe avec l'ARC Cavaillon pour entraîner l'équipe sénior évoluant en PHB et obtient la promotion à l'étage supérieur au printemps suivant. En 2017, il devient directeur technique du club vauclusien.
Fin 2017, Piocelle rejoint SFR Sport en qualité de consultant sportif et de commentateur.
En 2024, il devient manager général de l'AS Beauvais.

## Statistiques
Le tableau suivant illustre les statistiques professionnelles de Sébastien Piocelle.
| Saison                | Club                  | Championnat           | Championnat | Championnat | Coupe(s) nationale(s) | Coupe(s) nationale(s) | Supercoupe | Supercoupe | Compétition(s) continentale(s) | Compétition(s) continentale(s) | Compétition(s) continentale(s) | Total | Total |
| Saison                | Club                  | Division              | M.          | B.          | M.                    | B.                    | M.         | B.         | Comp.                          | M.                             | B.                             | M.    | B.    |
| 1995-1996             | FC Nantes             | D1                    | -           | -           | 1                     | 0                     | -          | -          | -                              | -                              | -                              | 1     | 0     |
| 1996-1997             | FC Nantes             | D1                    | -           | -           | -                     | -                     | -          | -          | -                              | -                              | -                              | 0     | 0     |
| 1997-1998             | FC Nantes             | D1                    | -           | -           | 1                     | 0                     | -          | -          | -                              | -                              | -                              | 1     | 0     |
| 1998-1999             | FC Nantes             | D1                    | 24          | 0           | 7                     | 0                     | -          | -          | -                              | -                              | -                              | 31    | 0     |
| 1999-2000             | FC Nantes             | D1                    | 21          | 0           | 2                     | 0                     | 1          | 0          | C3                             | 5                              | 0                              | 29    | 0     |
| 2000-2001             | FC Nantes             | D1                    | 1           | 0           | -                     | -                     | 1          | 0          | -                              | -                              | -                              | 2     | 0     |
| Sous-total            | Sous-total            | Sous-total            | 46          | 0           | 11                    | 0                     | 2          | 0          | -                              | 5                              | 0                              | 64    | 0     |
| 2000-2001             | SC Bastia (prêt)      | D1                    | 23          | 0           | 5                     | 0                     | -          | -          | -                              | -                              | -                              | 28    | 0     |
| 2001-2002             | SC Bastia             | D1                    | 16          | 0           | 5                     | 0                     | -          | -          | CI                             | 2                              | -                              | 23    | 0     |
| 2002-2003             | SC Bastia             | D1                    | 28          | 0           | 2                     | 0                     | -          | -          | -                              | -                              | -                              | 30    | 0     |
| 2003-2004             | SC Bastia             | D1                    | 18          | 0           | 3                     | 0                     | -          | -          | -                              | -                              | -                              | 21    | 0     |
| 2004-2005             | SC Bastia             | D1                    | 15          | 0           | 2                     | 0                     | -          | -          | -                              | -                              | -                              | 17    | 0     |
| Sous-total            | Sous-total            | Sous-total            | 100         | 0           | 17                    | 0                     | 0          | 0          | -                              | 2                              | 0                              | 119   | 0     |
| 2005-2006             | FC Crotone            | Serie B               | 28          | 1           | -                     | -                     | -          | -          | -                              | -                              | -                              | 28    | 1     |
| 2006-2007             | FC Crotone            | Serie B               | 35          | 0           | 1                     | 0                     | -          | -          | -                              | -                              | -                              | 36    | 0     |
| Sous-total            | Sous-total            | Sous-total            | 63          | 1           | 1                     | 0                     | 0          | 0          | -                              | 0                              | 0                              | 64    | 1     |
| 2007-2008             | US Grosseto FC        | Serie B               | 6           | 0           | -                     | -                     | -          | -          | -                              | -                              | -                              | 6     | 0     |
| 2008                  | Hellas Vérone         | Serie C               | -           | -           | -                     | -                     | -          | -          | -                              | -                              | -                              | 0     | 0     |
| 2008                  | Maccabi Petach-Tikva  | D1                    | -           | -           | 1                     | 0                     | -          | -          | -                              | -                              | -                              | 1     | 0     |
| 2008-2009             | US Juve Stabia        | Serie C               | -           | -           | -                     | -                     | -          | -          | -                              | -                              | -                              | 0     | 0     |
| 2009-2010             | AC Arles-Avignon      | Ligue 2               | 38          | 1           | 2                     | 0                     | -          | -          | -                              | -                              | -                              | 40    | 1     |
| 2010-2011             | AC Arles-Avignon      | Ligue 1               | 19          | 0           | 2                     | 0                     | -          | -          | -                              | -                              | -                              | 21    | 0     |
| Sous-total            | Sous-total            | Sous-total            | 57          | 1           | 4                     | 0                     | 0          | 0          | -                              | 0                              | 0                              | 61    | 1     |
| 2011-2012             | Nîmes Olympique       | National              | 23          | 0           | 1                     | 0                     | -          | -          | -                              | -                              | -                              | 24    | 0     |
| 2012-2013             | Nîmes Olympique       | Ligue 2               | 4           | 0           | -                     | -                     | -          | -          | -                              | -                              | -                              | 4     | 0     |
| Sous-total            | Sous-total            | Sous-total            | 27          | 0           | 1                     | 0                     | 0          | 0          | -                              | 0                              | 0                              | 28    | 0     |
| 2013-2014             | US Le Pontet          | CFA                   | 17          | 0           | 2                     | 0                     | -          | -          | -                              | -                              | -                              | 19    | 0     |
| Total sur la carrière | Total sur la carrière | Total sur la carrière | 316         | 2           | 37                    | 0                     | 2          | 0          | -                              | 7                              | 0                              | 362   | 2     |

## Palmarès
- Vainqueur du Championnat d'Europe des moins de 19 ans 1997
- Vainqueur de la Coupe de France en 1999 et 2000 avec le FC Nantes
- Finaliste de la Coupe de France en 2002 avec le SC Bastia
- Champion de France en 2001 avec le FC Nantes